# Ceraeochrysa rafaeli
Ceraeochrysa rafaeli är en insektsart som beskrevs av Adams och Penny 1987. Ceraeochrysa rafaeli ingår i släktet Ceraeochrysa och familjen guldögonsländor. Inga underarter finns listade i Catalogue of Life.